# Alex Bruce
Alex Stephen Bruce, född 28 september 1984, är en nordirländsk före detta professionell fotbollsspelare och försvarsspelare.
Han är son till managern Steve Bruce, född i England men spelade för Nordirlands herrlandslag i fotboll.

## Klubbkarriär
Alex Bruce köptes till Leeds 2010 från Ipswich Town och var utlånad till Huddersfield Town i League One. I maj 2012 meddelade Leeds United att klubben inte skulle förlänga kontraktet med Bruce och därmed blev han en free agent.
Den 31 augusti 2017 värvades Bruce av Wigan Athletic, där han skrev på ett kontrakt för säsongen 2017/2018. Den 30 januari 2019 värvades han av Kilmarnock. I november 2020 meddelade Bruce att han avslutade sin fotbollskarriär.